# Открытый чемпионат Австралии по теннису 2024
Открытый чемпионат Австралии 2024 (англ. 2024 Australian Open) — 112-й розыгрыш ежегодного теннисного турнира серии Большого шлема, проводящегося в австралийском городе Мельбурн на кортах спортивного комплекса «Мельбурн-Парк». Традиционно были выявлены победители в пяти разрядах у взрослых: в двух одиночных и трёх парных.
Матчи квалификации прошли с 8 по 12 января 2024 года. Матчи основных сеток прошли с 14 по 28 января. Соревнование традиционно открывает сезон турниров серии Большого шлема в рамках календарного года. Как и в предыдущие годы, главным спонсором турнира является Kia. Призовой фонд турнира составил 86 500 000 A$.

## Победители

### Взрослые

#### Мужчины. Одиночный разряд
Янник Синнер — Даниил Медведев — 3-6, 3-6, 6-4, 6-4, 6-3.
- Синнер стал первым с 1976 года итальянцем, выигравшим турнир Большого шлема в мужском одиночном разряде
- Синнер — первый итальянец в истории, вышедший в финал Открытого чемпионата Австралии в одиночном разряде
- Шестой финал турниров Большого шлема для Медведева (1 победа — 5 поражений), в том числе третий в Австралии (3 поражения)
- Медведев чаще всех россиян выходил в финалы турниров Большого шлема в этом разряде
- Медведев — первый в истории теннисист, кто проиграл два финала турниров Большого шлема, ведя 2-0 по сетам

#### Женщины. Одиночный разряд
Арина Соболенко —  Чжэн Циньвэнь — 6-3, 6-2.
- Соболенко второй раз подряд выиграла Открытый чемпионат Австралии
- Соболенко не проиграла ни одного сета на турнире
- Чжэн Циньвэнь стала второй в истории китаянкой после Ли На, дошедшей до финала турнира Большого шлема

#### Мужчины. Парный разряд
Рохан Бопанна /  Мэттью Эбден —  Симоне Болелли /  Андреа Вавассори — 7-6(7-0), 7-5.
- 43-летний Бопанна впервые выиграл турнир Большого шлема в мужском парном разряде. Ранее он побеждал только в миксте (Франция 2017)
- Второй титул Большого шлема в мужском парном разряде для Эбдена после Уимблдона 2022 года
- Первый финал турнира Большого шлема для Вавассори, ранее он никогда не проходил далее 3-го круга

#### Женщины. Парный разряд
Се Шувэй /  Элизе Мертенс —  Людмила Киченок /  Елена Остапенко — 6-1, 7-5.
- Первый титул на Открытом чемпионате Австралии в этом разряде для Се Шувэй и второй для Мертенс
- Ранее Се Шувэй и Мертенс вместе побеждали на Уимблдоне 2021 года
- 8-й финал турниров Большого шлема для Се Шувэй в женском парном разряде (7 побед — 1 поражение)
- 6-й финал турниров Большого шлема для Мертенс в женском парном разряде (4 победы — 2 поражения)
- Се Шувэй победила на турнире 2024 года и в женском парном разряде, и в миксте
- Первый финал турниров Большого шлема в этом разряде для Киченок и Остапенко

#### Смешанный парный разряд
Се Шувэй /  Ян Зелиньский —  Дезире Кравчик /  Нил Скупски — 6-7(5-7), 6-4, [11-9].
- Первый в карьере титул Большого шлема в любом разряде для Яна Зелиньского.
- Первый в карьере титул Большого шлема в миксте для Се Шувэй. Ранее она выиграла 6 титулов в женском парном разряде.

### Юниоры

#### Юноши. Одиночный разряд
Рэй Сакамото —  Ян Кумстат — 3-6, 7-6(7-2), 7-5.
- Сакамото стал первым японцем, выигравшим Открытый чемпионат Австралии в этом разряде.

#### Девушки. Одиночный разряд
Рената Ямрихова —  Эмерсон Джонс — 6-4, 6-1.

#### Юноши. Парный разряд
Максвелл Экстед и  Купер Вестендик —  Петр Брунклик и  Виктор Фридрих — 6-3, 7-5.

#### Девушки. Парный разряд
Тайра Катерина Грант и  Ива Йович —  Джули Паштикова и  Юлия Штусек — 6-3, 6-1.

## Общая информация

### Рейтинговые очки

#### Взрослые
Ниже представлено распределение рейтинговых очков теннисистов на серии турниров Большого шлема.
| Разряд / стадия   | Титул | Финал | Полуфинал | Четвертьфинал | 1/8 финала | 1/16 финала | 1/32 финала | 1/64 финала | Победа в квалификации | Финал квалификации | 2-й круг квалификации | 1-й круг квалификации |
| Мужской одиночный | 2000  | 1300  | 800       | 400           | 200        | 100         | 50          | 10          | 30                    | 16                 | 8                     | 0                     |
| Мужской парный    | 2000  | 1200  | 720       | 360           | 180        | 90          | 0           | N/A         | N/A                   | N/A                | N/A                   | N/A                   |
| Женский одиночный | 2000  | 1300  | 780       | 430           | 240        | 130         | 70          | 10          | 40                    | 30                 | 20                    | 2                     |
| Женский парный    | 2000  | 1300  | 780       | 430           | 240        | 130         | 10          | N/A         | N/A                   | N/A                | N/A                   | N/A                   |